# Robert Sales
Robert Sales (Coronel Oviedo, Caaguazú, 4 de junio de 1990) es un futbolista paraguayo profesional surgido de las divisiones menores del club Huracán, en Argentina. Se desempeña de volante y su actual equipo es el Independiente Football Club de la Primera División de Paraguay.

## Clubes
| Club                          | País      | Años      |
| ----------------------------- | --------- | --------- |
| Huracán                       | Argentina | 2009-2010 |
| Independiente de Campo Grande | Paraguay  | 2011-     |